# Anthony Collins

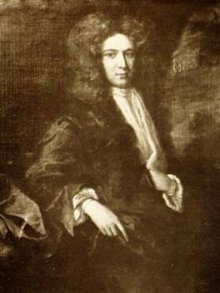
Anthony Collins

Anthony Collins (ur. 21 czerwca?/1 lipca 1676 w Heston, zm. 13 grudnia?/24 grudnia 1729 w Londynie) – angielski filozof, wolnomyśliciel oraz orędownik deizmu. Był jednym z głównych przedstawicieli racjonalizmu religijnego oraz autorem wielu traktatów ważnych w rozwoju myśli deistycznej. Uznawał prymat moralności względem religii oraz opierał ją na prawach natury, które, jak wierzył, są poznawane przez rozum.
Najważniejsze dzieła Collinsa to: A Discourse of Free-thinking (1713), Essay concerning the Use of Reason (1707), Philosophical Inquiry Concerning Human Liberty (1717) .